# Elżbieta Ślesicka
Elżbieta Ślesicka (ur. 5 stycznia 1954) – polska tenisistka.
W 1974 roku reprezentowała Polskę w rozgrywkach Pucharu Federacji. Odniosła wówczas sześć zwycięstw (w tym cztery w singlu) oraz cztery porażki. Mistrzyni Polski w kategorii juniorskiej i zawodowej. Reprezentowała klub AZS Warszawa.

## Odznaczenia
- Złoty medal „Za Zasługi dla Polskiego Ruchu Olimpijskiego” – 2021[1]